# New prog
New prog (também chamado de "nu prog", "prog alternativo", "pós-prog" ou "pós-progressivo") é um termo usado na descrição de algumas bandas novas de rock alternativo que incorporam elementos do rock progressivo.
As bandas mais famosas rotuladas como new prog são:
- Coheed and Cambria[2][3]
- Lightning Bolt[4]
- The Mars Volta[4]
- Mew[5][6]
- Muse[7]
- Mystery Jets[6]
- Oceansize[8]
- Pure Reason Revolution[9]
- Plastic Tree
- Radiohead[7]

De fato, o termo é relativamente novo. Outras rotulações, como Post-prog, foram sugeridas e até usadas. O termo também vem sendo usado para bandas mais recentes, como Radiohead. "New prog" tem conexões com o movimento math rock mas é bem distinto do movimento neo-prog.